# Championnat de Géorgie de rugby à XV 2011
Navigation
Championnat 2010 Championnat 2012
Le championnat de Géorgie de rugby à XV 2011 oppose les huit meilleures équipes géorgiennes de rugby à XV. Il débute le 9 avril 2011 et se termine le 5 novembre 2011.

## Clubs de l'édition 2011
| Koutaïssi Roustavi Tbilissi |

| Équipe                 | Stade | Capacité | Ville     |
| ---------------------- | ----- | -------- | --------- |
| Lelo Tbilissi          |       |          | Tbilissi  |
| RC Locomotive Tbilissi |       |          | Tbilissi  |
| RC Kochebi             |       |          | Tbilissi  |
| RC Aia                 |       |          | Koutaïssi |
| RC Rustavi Kharebi     |       |          | Roustavi  |
| RC Academy Tbilissi    |       |          | Tbilissi  |
| RC Armazi              |       |          | Tbilissi  |
| RC Armia               |       |          | Tbilissi  |

### Classement de la phase régulière
Le classement de l'édition 2011 s'établit comme suit :
| Rang | Club                       | J  | V  | N | D  | Pm  | Pe  | Diff | Pts |
| ---- | -------------------------- | -- | -- | - | -- | --- | --- | ---- | --- |
| 1    | RC Aia                     | 14 | 12 | 0 | 2  | 393 | 180 | +213 | 24  |
| 2    | RC Armia (P)               | 14 | 10 | 1 | 3  | 326 | 192 | +134 | 21  |
| 3    | Lelo Tbilissi              | 15 | 7  | 1 | 7  | 303 | 285 | +18  | 14  |
| 4    | RC Locomotive Tbilissi (T) | 14 | 7  | 0 | 7  | 252 | 242 | +10  | 14  |
| 5    | RC Armazi                  | 14 | 6  | 1 | 7  | 280 | 300 | -20  | 13  |
| 6    | RC Rustavi Kharebi         | 14 | 6  | 0 | 8  | 179 | 265 | -86  | 12  |
| 7    | RC Academy Tbilissi        | 14 | 4  | 3 | 7  | 224 | 257 | -33  | 11  |
| 8    | RC Kochebi                 | 14 | 1  | 1 | 12 | 167 | 403 | -236 | 3   |

|  | Qualifiés pour le tour final (no 1, no 2, no 3, no 4) |
|  | Relégué (no 8)                                        |
|  | T : tenant du titre 2010 • P : promu 2010             |

Attribution des points : victoire : 2, match nul : 1, défaite : 0.

## Tableau synthétique des résultats
L'équipe qui reçoit est indiquée dans la colonne de gauche.
| Clubs                  | LELO | LOCO | KOCH | AIA | RUST | ACAD | ARMA | ARMI |
| ---------------------- | ---- | ---- | ---- | --- | ---- | ---- | ---- | ---- |
| Lelo Tbilissi          |      |      |      |     |      |      |      |      |
| RC Locomotive Tbilissi |      |      |      |     |      |      |      |      |
| RC Kochebi             |      |      |      |     |      |      |      |      |
| RC Aia                 |      |      |      |     |      |      |      |      |
| RC Rustavi Kharebi     |      |      |      |     |      |      |      |      |
| RC Academy Tbilissi    |      |      |      |     |      |      |      |      |
| RC Armazi              |      |      |      |     |      |      |      |      |
| RC Armia               |      |      |      |     |      |      |      |      |

|  | Victoire à domicile |  | Match nul |  | Défaite à domicile |

## Phase finale
|  | Demi-finales    | Demi-finales           | Demi-finales    |  |   | Match d'appui          | Match d'appui   | Match d'appui   |   |          | Finale          | Finale          | Finale          |
|  |                 |                        |                 |  |   |                        |                 |                 |   |          |                 |                 |                 |
|  | 22 octobre 2011 |                        |                 |  |   |                        |                 |                 |   |          |                 |                 |                 |
|  | 1               | RC Aia                 | 16              |  |   |                        |                 |                 |   |          | 5 novembre 2011 | 5 novembre 2011 | 5 novembre 2011 |
|  | 2               | RC Armia               | 24              |  |   | 29 octobre 2011        | 29 octobre 2011 | 29 octobre 2011 |   |          | 1               | RC Aia          | 22              |
|  |                 |                        |                 |  | 1 | RC Aia                 | 27              |                 | 2 | RC Armia | 29              |                 |                 |
|  | 22 octobre 2011 | 22 octobre 2011        | 22 octobre 2011 |  | 4 | RC Locomotive Tbilissi | 7               |                 |   |          |                 |                 |                 |
|  | 3               | Lelo Tbilissi          | 13              |  |   |                        |                 |                 |   |          |                 |                 |                 |
|  | 4               | RC Locomotive Tbilissi | 22              |  |   |                        |                 |                 |   |          |                 |                 |                 |